# Acacia walwalensis
Acacia walwalensis là một loài thực vật có hoa trong họ Đậu. Loài này được Gilliland miêu tả khoa học đầu tiên.